# فيلمور سليم
فيلمور سليم (بالإنجليزية: Fillmore Slim) هو عازف قيثارة أمريكي، ولد في 1935 في نيو أورلينز في الولايات المتحدة.

## وصلات خارجية
- مقالات تستعمل روابط فنية بلا صلة مع ويكي بيانات

لا توجد روابط لمواقع التواصل الاجتماعي.